# إد يونغ
إد يونغ (21 مايو 1989 في المملكة المتحدة - ) (بالإنجليزية: Ed Young)‏ هو لاعب كريكت بريطاني. لعب مع نادي مقاطعة غلوستر للكريكت ‏.

## وصلات خارجية
- إد يونغ على موقع إي آس بي آن كريك إنفو (الإنجليزية)